# Puchar Polski w piłce siatkowej kobiet (1982/1983)
Puchar Polski w piłce siatkowej kobiet 1982/1983 – 26. sezon rozgrywek o siatkarski Puchar Polski, rozgrywany od 1932 roku.

## Klasyfikacja końcowa
| Miejsce | Drużyna          |
| ------- | ---------------- |
| 1.      | Start Łódź       |
| 2.      | Czarni Słupsk    |
| 3.      | Stal Mielec      |
| 4.      | Zawisza Sulechów |